# 맘바
맘바(mamba)는 코브라과 맘바속(Dendroaspis 덴드로아스피스[*])에 속하는 매우 사납고 재빠른 독사들을 일컫는다. 1속 4종이 있으며, 아프리카 대륙 원산이다. 맘바의 서식지에 사는 인간들에게 맘바는 공포의 대상으로 받아들여지고 있으며, 특히 검은맘바가 그러하다. 아프리카에는 맘바에 관한 많은 전설이 존재한다.